# Batalla de San Fernando de Omoa
La Batalla de San Fernando de Omoa se desarrolló a finales de 1779 y tuvo como resultado la captura británica de la Fortaleza de San Fernando (actual Honduras). Esta acción precipitó la entrada de España en la denominada Revolución americana.
Esta fue la única batalla librada en la historia de esta fortaleza: los británicos atacaron y conquistaron la fortaleza, pero en menos de dos meses el ejército español recibió refuerzos y los británicos rindieron el fuerte. A la vista de los acontecimientos, el Rey Carlos III declaró la guerra al Reino de Gran Bretaña, reemplazando su plan original de mediar en los desórdenes sociales británicos en América.

## Desarrollo
En septiembre de 1779, el Capitán Lutrell partió de Jamaica con seis barcos para auxiliar Belice, pero finalmente optó por tomar la fortaleza y el puerto de San Fernando de Omoa.
El Fuerte de San Fernando, como uno de los baluartes españoles más importantes del Caribe, era un fantástico botín de guerra. Las condiciones climáticas y salubres en el puerto de Omoa (cerca del actual Puerto Cortés) eran tan extremas que dos Capitanes Generales de Guatemala murieron de infecciones contraídas durante visitas de rutina. El lugar llegó a ser conocido como hospital para las tropas españolas (aclimatadas), pero se convirtió en cementerio para las tropas británicas (no aclimatadas). Tras el ataque y rendición de la fortaleza en 1779, los soldados de la guarnición fueron hechos prisioneros y enviados a Jamaica, donde tres supervivientes estuvieron hasta 1781. El resto de la guarnición española, dos oficiales y cuarenta soldados, se ahogaron durante el huracán que destruyó el puerto de Savanna-la-Mar y sumergió la ciudad jamaicana.
Durante el ataque de 1779, la comunidad entera, de más de 200 casas, fue supuestamente incendiada hasta los cimientos, así como muchos de los edificios del exterior de la fortaleza.
El Mapa de Martínez, fechado el 6 de febrero de 1780, ubica una fragata británica hundida durante la batalla.
La victoria duró poco, porque en noviembre de ese mismo año, y tras la llegada de refuerzos, el Fuerte de San Fernando de Omoa, protegido por una reducida guarnición británica, fue recapturado por el capitán general y presidente de la Audiencia de Guatemala, Matías de Gálvez.

## Restos arqueológicos
El Instituto Hondureño de Antropología e Historia (IHAH) encontró en la boca de la Laguna de Centeno, frente a la Fortaleza de San Fernando de Omoa, pequeños cañones, ánforas, enormes montículos y tinas con bandas de hierro, entre otras piezas.
Según las investigaciones, los restos podrían ser parte de al menos siete barcos ingleses hundidos en el lugar. Los buques habrían sido utilizados para el transporte de mercancías hacia Europa o de esclavos negros de Jamaica a Honduras.
Este hallazgo es importante porque podría proporcionar más información sobre la construcción de la Fortaleza de San Fernando y las luchas entre españoles e ingleses por el control de la misma a finales de 1779.